# 美鈴湖

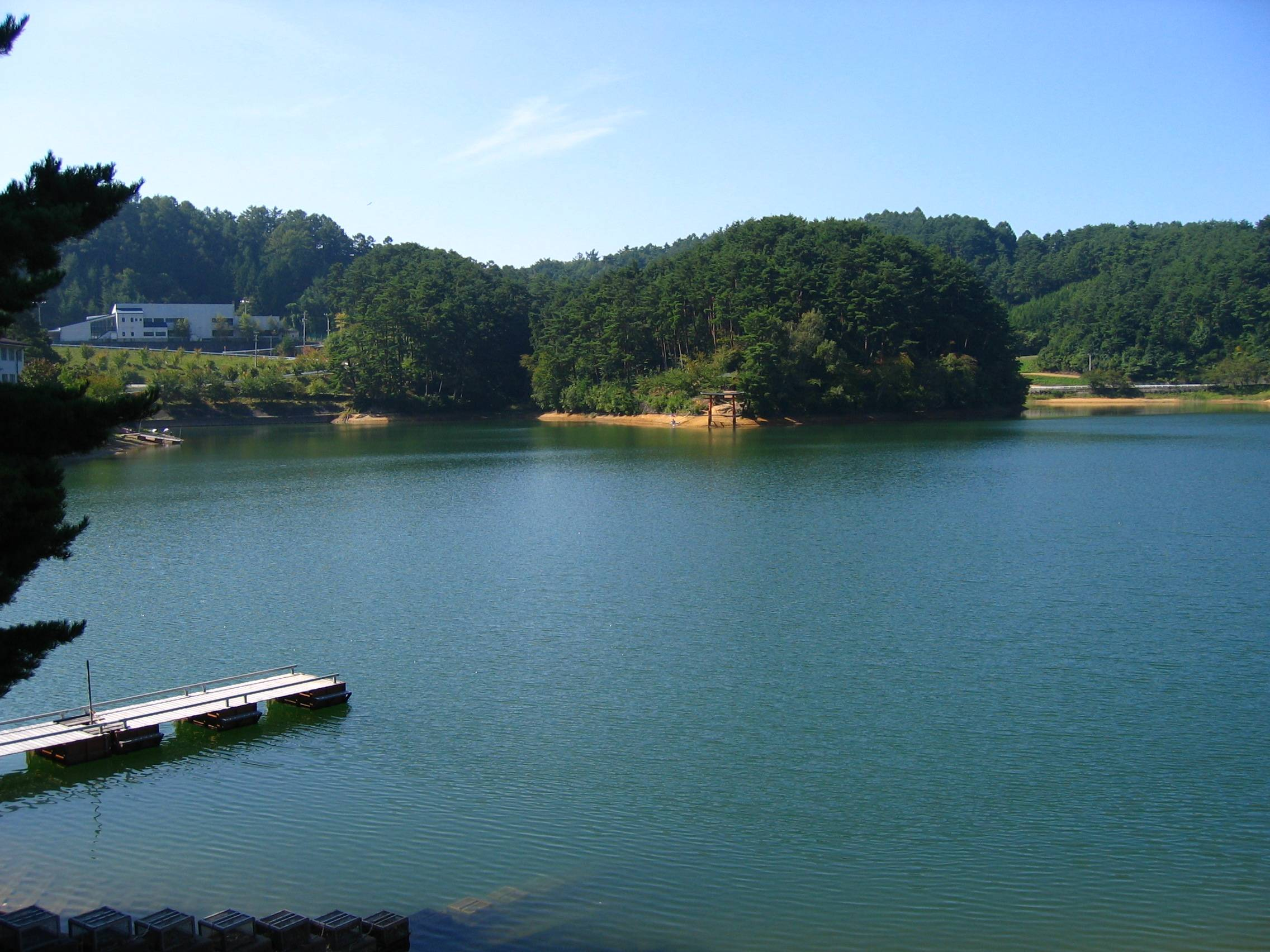
美鈴湖

美鈴湖（みすずこ）は、長野県松本市（旧東筑摩郡本郷村）にある湖である。
農業（灌漑）用水を確保するため池として築かれた人造湖で、古くからの名は芦の田池（あしのたいけ）。その歴史は安土桃山時代に始まり、昭和の大改修工事で規模を拡大し現在の姿になった。1953年（昭和28年）には美鈴湖と改称されている。
湖を取り囲む三才山からの流れが源流。湖より流れ出る水は女鳥羽川（めとばがわ）として松本市内を流下し、田川へ合流してすぐ奈良井川、犀川、千曲川として長野県を北上し県境を越え信濃川と名を変え日本海へ注ぐ。

## 歴史
美鈴湖の原型である芦の田池は、安土桃山時代後期の1597年（慶長2年）ころ信濃国松本藩によって築かれたとされている。その後江戸時代に入り1643年（寛永20年）、1698年（元禄11年）と二度の増築改修工事が行われた。
1929年（昭和4年）、農業生産量の拡大を目指し、池を増築する構想が持ち上がった。かねてより池の規模は水需要を満足させるものであったとはいえず、周辺の農村では水不足となると水をめぐってしばしば争いが起こっていた。1939年（昭和14年）には、この地域は大旱魃に見舞われており、これも拡大を推進するひとつの契機となった。
長野県は県営事業として事業に着手。現地測量、設計を行い、1941年（昭和16年）に農林省（現農林水産省）より事業について許可が下されたことを受け1943年（昭和18年）1月24日、本郷国民学校で起工式が行われた。途中、太平洋戦争による人手不足から工事に遅れが生じ、工事は終戦後も続行され、1951年（昭和26年）3月に完成した。同月24日には池のほとりで竣工式が催され、林長野県知事（当時）を始め600名が出席した。総工費2,566万円を投じた大改修工事により、水をめぐる地域間抗争に終止符が打たれた。

### 改修工事反対運動
終戦後は食料の不足はもちろん、終戦の安堵と敗戦へのショックのため、人々は心中穏やかではなかった。それらは工事の品質に悪影響を与えるに十分だった。流域の住民の間では、堰堤が崩壊するのではないかとの噂が広がり、不安に駆られた一部の住民はこれを扇動する勢力と合同し女鳥羽川系危険防止同盟会を結成。改修工事反対運動を起こした。
これを受け事業者側は堤高を当初の予定より1メートル下げ、貯水量を原案の809,460トンより約1万トン減少させることで堤体に加わる水圧を低減し安全度の向上を図ることを提案。同盟会側はこれに合意し工事は続行されることになった。この措置による貯水量減少分は、隣接する番場池を改修することでまかなわれている。

### 美鈴湖への改称
芦の田池が美鈴湖に改称されたのは1953年（昭和28年）のことである。名前の由来について、湖の形状が鈴に似ているからとも、あるいは信濃の枕詞「美篶（みすず）かる」に由来するともいわれる。

## 周辺
美鈴湖は、松本市中心市街地より比較的近い位置にある浅間温泉街より3.5 kmほど登った地点に位置している。景勝地、美ヶ原への玄関口のひとつでもある。湖にはヘラブナやコイ、ワカサギのほか、ブラックバスなどが生息している。
浅間温泉から美鈴湖までの道は急勾配が続いており、毎年6月末にツール・ド・美ヶ原高原自転車レースが開催されている。
美鈴湖周辺は観光地としての整備が進んでおり、湖を周回する遊歩道（内回り2 km, 外回り4 km）やキャンプ場、バーベキュー場、釣り場、ホテル、マレットゴルフ場などがある。過去には国際大会も開かれていた浅間温泉国際スケートセンターがあったが、2015年より同地は美鈴湖自転車競技場となっている。

### 番場池

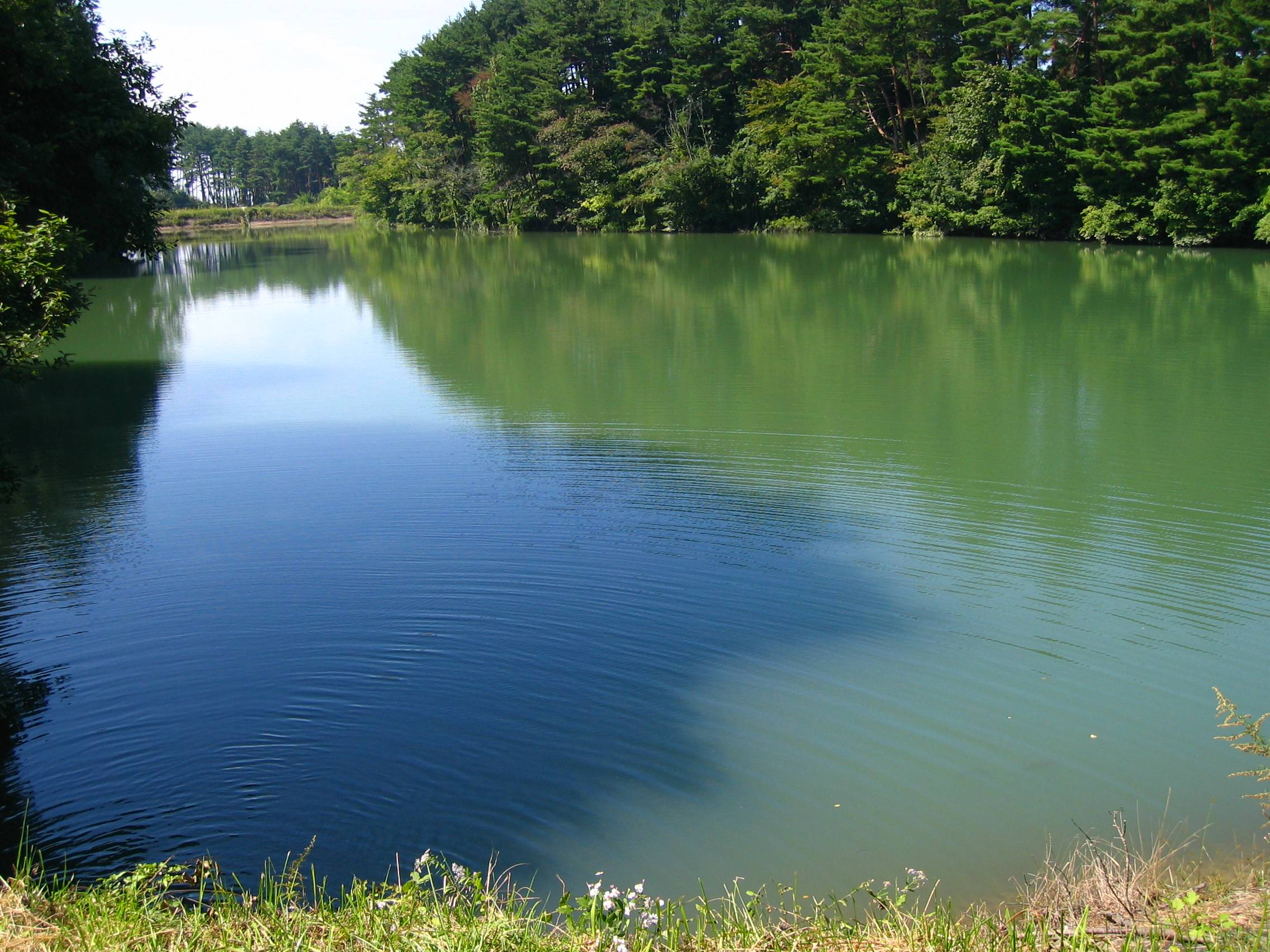
番場池

美鈴湖のすぐ西隣に番場池（ばんばいけ）という池がある。1819年（文政2年）、近くに住む村人によって設けられたため池で、1846年（弘化3年）に村人13,000人あまりを動員して増築された。昭和の美鈴湖大改修工事において、その反対派との間で結ばれた合意条件として貯水池規模の縮小があった。この縮小分を補うため、1943年（昭和18年）に規模を拡大し、水路によって美鈴湖と結ばれた。
2002年の本郷地区山林火災では、貴重な消防水利として大活躍した。

## アクセス
- 松本バスターミナルより美ヶ原高原行きバス（冬季運休）で約40分、「美鈴湖」下車。